# باكيسيتوس
حوت الباكستان باكيسيتوس (بالإنجليزية: Pakicetus)‏ هي جنس من الحيتانيات، وهي الأقدم بين الحيتانيات وأول حوت بدائي معروف وهي تعود إلي أوائل العصر الإيوسيني ووُجدت في باكستان، و عمرها حوالي 52 مليون عام. على الرغم من أنّها تُعرف من بقايا جماجم مُتشظيّة، لكن تبقى هذه البقايا مفيدة في التصنيف لأنها تشكل نوعاً انتقالياً بين الـسينونكس والحيتان اللاحقة وخصوصاً فيما يتعلق بالأسنان.
الأضراس العلوية والسفلية والتي تملك نتوءاتٍ عديدة تظل في هذه المستحاثة شبيهة بتلك الموجودة لدى السينونكس لكن الأسنان الطاحنة لديها أصبحت مُثلثة مؤلفة من نتوءٍ واحدٍ حادٍ من الأمام ومن الخلف. الأسنان لدى الحيتان اللاحقة تبدي تطوراً نحو أسنانٍ مُثلثةٍ بسيطةٍ وحادة كالتي لدى أسماك القرش وهذا يبيّن أنّ أسنان الباكيستوس تطوّرت لتتكيف على صيد الأسماك.

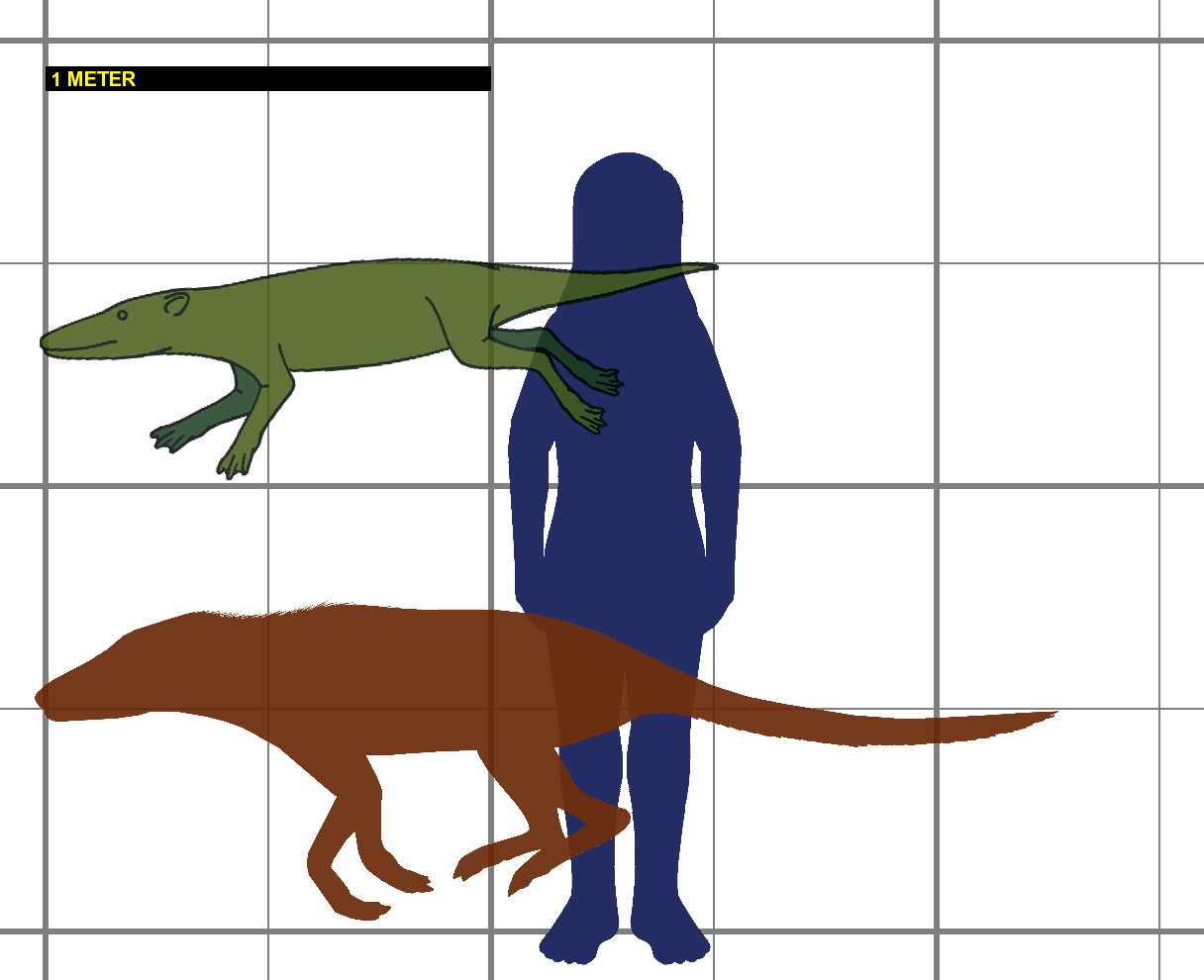
حجم الباكيستوس مقارنةً بالإنسان.

يُظهرُ عظمُ قحفٍ محفوطٌ بشكلٍ جيد عائد لباكيستوس أنّه كان بالتأكيد من الحيتانيات بسبب قحفه الضيق وعُرفٌه سهمي الشكل المرتفع والضيق والعرف اللامي البارز. قام علماء عام 1983 بإعادة بناء وترميم جمجمةٍ الباكيستوس والتي بلغ طولها قرابة 35 سم.
تبيّن أنه لم يكن يسمعُ جيداً تحت الماء فجمجمته لا تحتوي فقاعة طبلية أو تجاويف تفصل بين المنطقة السمعية اليسرى عن المنطقة اليمنى وهي تكيفات طورتها الحيتان اللاحقة تسمح لها بالسمع المُوجّه تحت الماء ومنع انتقال الأصوات عبر الجمجمة.
لا يوجد دليل على أن الباكيستوس كان يملك أوعيةً دموية في الأذن الوسطى وهو أمرٌ ضروري لتنظيم الضغط في الأذن الوسطى خلال الغوص وعليه فإنّ الباكيستوس لم يكن على الأغلب قادراً على الغوص لأعماقٍ كبيرة.